# 329 км (зупинний пункт)
329 кілометр — пасажирська зупинна залізнична платформа Рівненської дирекції Львівської залізниці.
Розташована поблизу села Довге Сарненського району Рівненської області на лінії Сарни — Ковель між станціями Антонівка (6,5 км) та Сарни (18 км).
Станом на 2025 рік, щодня одна пара приміського поїзда прямує за напрямком Ковель-Пасажирський — Сарни.